# Leichtathletik-Weltmeisterschaften 2019/4 × 100 m der Männer

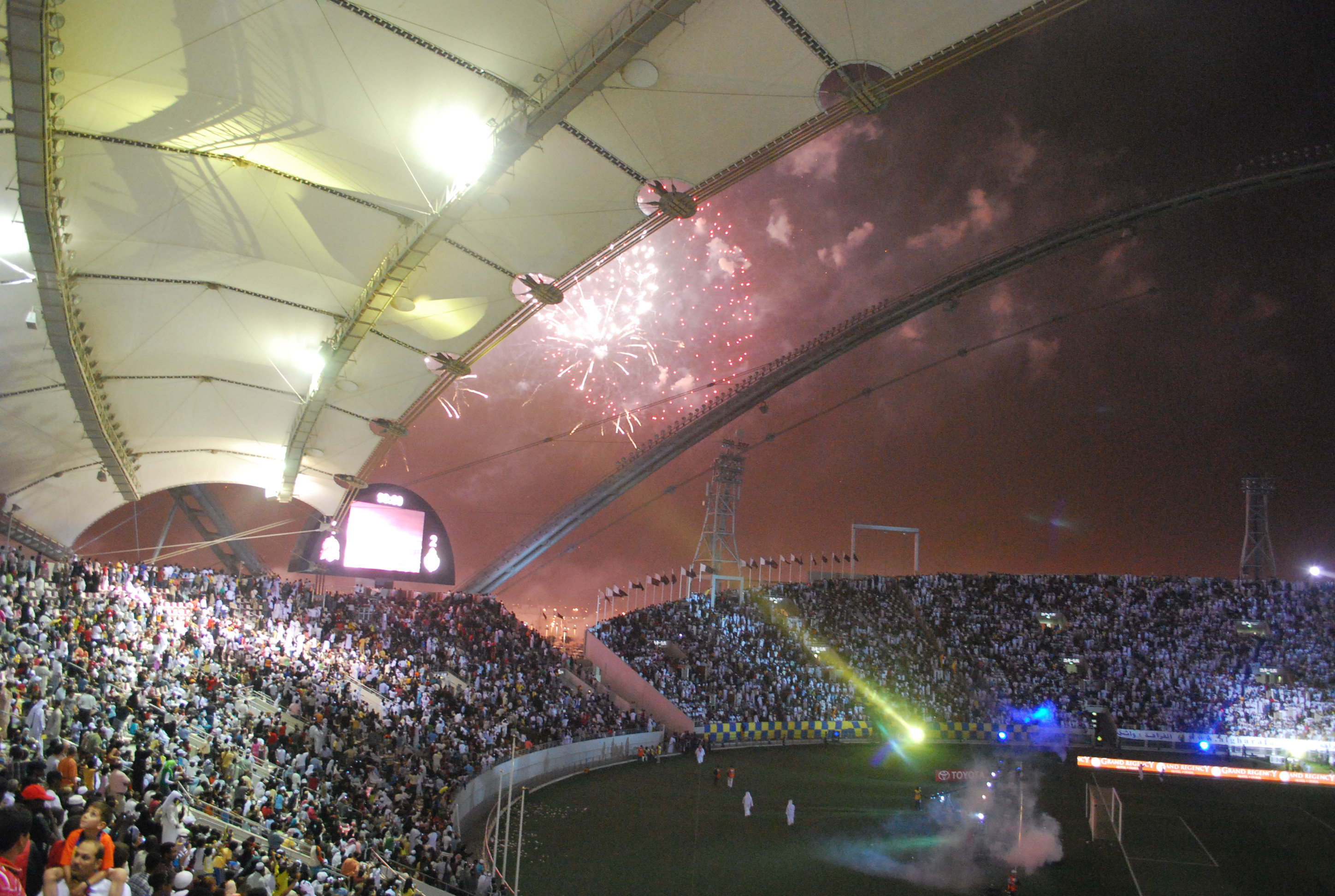
Das Khalifa International Stadium während des Emir Cups im Jahr 2009

Die 4-mal-100-Meter-Staffel der Männer bei den Leichtathletik-Weltmeisterschaften 2019 fand am 4. und 5. Oktober 2019 im Khalifa International Stadium der katarischen Hauptstadt Doha statt.
16 Staffeln mit 68 Athleten nahmen an dem Wettbewerb teil.
Weltmeister wurden die Vereinigten Staaten in der Besetzung Christian Coleman (Finale), Justin Gatlin, Mike Rodgers und Noah Lyles sowie dem im Vorlauf außerdem eingesetzten Cravon Gillespie.

Den zweiten Platz belegte Großbritannien (Adam Gemili, Zharnel Hughes, Richard Kilty, Nethaneel Mitchell-Blake).

Bronze ging an Japan mit Shūhei Tada (Finale), Kirara Shiraishi, Yoshihide Kiryū und Abdul Hakim Sani Brown sowie dem im Vorlauf außerdem eingesetzten Yūki Koike.
Auch die nur im Vorlauf eingesetzten Läufer erhielten entsprechendes Edelmetall. Rekorde und Bestleistungen standen dagegen nur den tatsächlich laufenden Athleten zu.

## Rekorde
Vor dem Wettbewerb galten folgende Rekorde:
| Weltrekord | Jamaika Nesta Carter, Michael Frater Yohan Blake, Usain Bolt | 36,84 s | OS in London, Großbritannien | 11. August 2012   |
| WM-Rekord  | Jamaika Nesta Carter, Michael Frater Yohan Blake, Usain Bolt | 37,04 s | WM in Daegu, Südkorea        | 4. September 2011 |

Der bestehende WM-Rekord wurde bei diesen Weltmeisterschaften nicht eingestellt und nicht verbessert.
Es wurden zwei Weltjahresbestleistungen, fünf Kontinentalrekorde und drei Landesrekorde aufgestellt.
- Weltjahresbestleistungen:
  - 37,56 s – Großbritannien (Adam Gemili, Zharnel Hughes, Richard Kilty, Nethaneel Mitchell-Blake), erster Vorlauf am 4. Oktober
  - 37,10 s – USA (Christian Coleman, Justin Gatlin, Mike Rodgers, Noah Lyles), Finale am 5. Oktober
- Kontinentalrekorde:
  - 37,90 s (Südamerikarekord) – Brasilien (Rodrigo do Nascimento, Vitor Hugo dos Santos, Derick Silva, Paulo André de Oliveira), erster Vorlauf am 4. Oktober
  - 37,72 s (Südamerikarekord) – Brasilien (Rodrigo do Nascimento, Vitor Hugo dos Santos, Derick Silva, Paulo André de Oliveira), Finale am 5. Oktober
  - 37,65 s (Afrikarekord) – Südafrika (Thando Dlodlo, Simon Magakwe, Clarence Munyai, Akani Simbine), zweiter Vorlauf am 4. Oktober
  - 37,36 s (Europarekord) – Vereinigtes Königreich|Großbritannien (Adam Gemili, Zharnel Hughes, Richard Kilty, Nethaneel Mitchell-Blake), Finale am 5. Oktober
  - 37,78 s (Asienrekord) – Japan (Shūhei Tada, Kirara Shiraishi, Yoshihide Kiryū, Abdul Hakim Sani Brown), Finale am 5. Oktober
- Landesrekorde:
  - 38,11 s – Italien (Federico Cattaneo, Marcell Jacobs, Davide Manenti, Filippo Tortu), erster Vorlauf am 4. Oktober
  - 37,79 s – Volksrepublik China (Su Bingtian, Xu Zhouzheng, Wu Zhiqiang, Xie Zhenye), zweiter Vorlauf am 4. Oktober
  - 37,91 s – Niederlande (Joris van Gool, Taymir Burnet, Hensley Paulina, Churandy Martina), zweiter Vorlauf am 4. Oktober

## Vorläufe
Aus den beiden Vorläufen qualifizierten sich die jeweils drei Ersten jedes Laufes – hellblau unterlegt – und zusätzlich die zwei Zeitschnellsten – hellgrün unterlegt – für das Finale.

### Lauf 1
4. Oktober 2019, 21:05 Uhr Ortszeit (20:05 Uhr MESZ)
| Platz | Bahn | Land           | Athleten                                                                         | Zeit (s) |
| ----- | ---- | -------------- | -------------------------------------------------------------------------------- | -------- |
| 1     | 5    | Großbritannien | Adam Gemili Zharnel Hughes Richard Kilty Nethaneel Mitchell-Blake                | 37,56 WL |
| 2     | 1    | Brasilien      | Rodrigo do Nascimento Vitor Hugo dos Santos Derick Silva Paulo André de Oliveira | 37,90 SR |
| 3     | 4    | USA            | Christian Coleman Justin Gatlin Mike Rodgers Cravon Gillespie (Vorlauf)          | 38,03 SB |
| 4     | 3    | Italien        | Federico Cattaneo Marcell Jacobs Davide Manenti Filippo Tortu                    | 38,11 NR |
| 5     | 6    | Jamaika        | Oshane Bailey Yohan Blake Rasheed Dwyer Tyquendo Tracey                          | 38,15 SB |
| 6     | 7    | Ghana          | Sean Safo-Antwi Benjamin Azamati Martin Owusu Antwi Joseph Paul Amoah            | 38,24 SB |
|       | 2    | Türkei         | Kayhan Özer Jak Ali Harvey Emre Zafer Barnes Ramil Guliyev                       | DSQ V1   |
|       | 8    | Katar          | Abdelaziz Mohamed Tosin Ogunode Mahamat Zakaria Khalid Owaab Barrow              | DNS      |

### Lauf 2
4. Oktober 2019, 21:14 Uhr Ortszeit (20:14 Uhr MESZ)
| Platz | Bahn | Land                | Athleten                                                                     | Zeit (s) |
| ----- | ---- | ------------------- | ---------------------------------------------------------------------------- | -------- |
| 1     | 3    | Südafrika           | Thando Dlodlo Simon Magakwe Clarence Munyai Akani Simbine                    | 37,65 AF |
| 2     | 4    | Japan               | Yūki Koike (Vorlauf) Kirara Shiraishi Yoshihide Kiryū Abdul Hakim Sani Brown | 37,78 SB |
| 3     | 8    | Volksrepublik China | Su Bingtian Xu Zhouzheng Wu Zhiqiang Xie Zhenye (Vorlauf)                    | 37,79 NR |
| 4     | 5    | Frankreich          | Amaury Golitin Jimmy Vicaut Méba-Mickaël Zézé Mouhamadou Fall (Vorlauf)      | 37,88 SB |
| 5     | 2    | Niederlande         | Joris van Gool Taymir Burnet Hensley Paulina Churandy Martina                | 37,91 NR |
| 6     | 1    | Kanada              | Gavin Smellie Aaron Brown Brendon Rodney Andre De Grasse                     | 37,91 SB |
| 7     | 6    | Deutschland         | Julian Reus Joshua Hartmann Roy Schmidt Marvin Schulte                       | 38,24 SB |
|       | 7    | Nigeria             | Enoch Adegoke Usheoritse Itsekiri Ogho-Oghene Egwero Seye Ogunlewe           | DSQ V2   |

## Finale

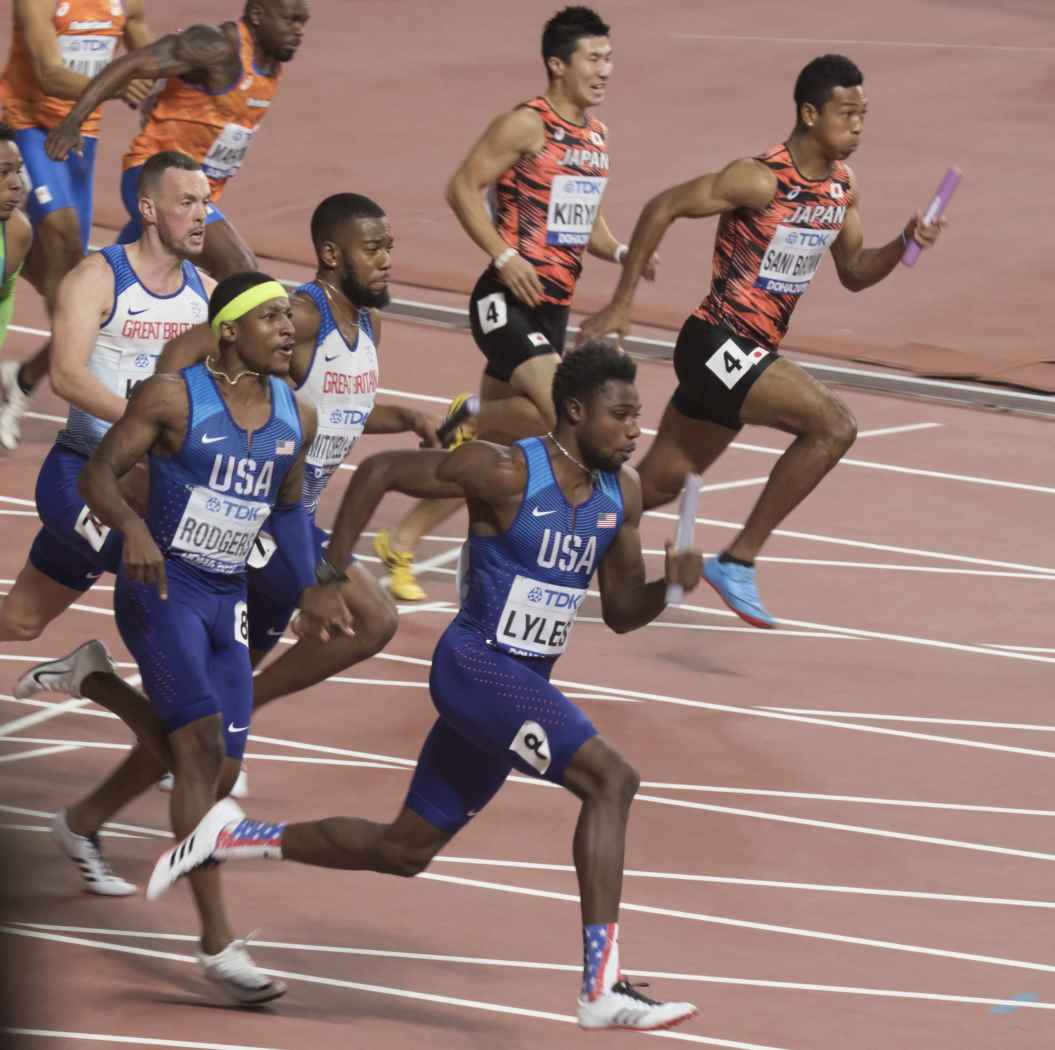
Finale: Letzter Wechsel

5. Oktober 2019, 22:15 Uhr Ortszeit (21:15 Uhr MESZ)
| Platz | Bahn | Land                | Athleten | Zeit (s)    |
| ----- | ---- | ------------------- | --- | ----------- |
|       | 8    | USA                 | Christian Coleman (Finale) Justin Gatlin Mike Rodgers Noah Lyles im Vorlauf außerdem: Cravon Gillespie          | 37,10 WL/NR |
|       | 7    | Großbritannien      | Adam Gemili Zharnel Hughes Richard Kilty Nethaneel Mitchell-Blake                                               | 37,36 ER    |
|       | 4    | Japan               | Shūhei Tada (Finale) Kirara Shiraishi Yoshihide Kiryū Abdul Hakim Sani Brown im Vorlauf außerdem: Yūki Koike    | 37,43 AS    |
| 4     | 6    | Brasilien           | Rodrigo do Nascimento Vitor Hugo dos Santos Derick Silva Paulo André de Oliveira                                | 37,72 SR    |
| 5     | 5    | Südafrika           | Thando Dlodlo Simon Magakwe Clarence Munyai Akani Simbine                                                       | 37,73       |
| 6     | 9    | Volksrepublik China | Su Bingtian Xu Zhouzheng Wu Zhiqiang Bie Ge (Finale) im Vorlauf außerdem: Xie Zhenye                            | 38,07       |
|       | 2    | Frankreich          | Amaury Golitin Jimmy Vicaut Méba-Mickaël Zézé Christophe Lemaitre (Finale) im Vorlauf außerdem: Mouhamadou Fall | DNF         |
|       | 3    | Niederlande         | Joris van Gool Taymir Burnet Hensley Paulina Churandy Martina                                                   | DSQ F1      |

## Video
- Men's 4x100m Relay Final | World Athletics Championships Doha 2019, youtube.com, abgerufen am 15. März 2021